# Usia versicolor
Usia versicolor är en tvåvingeart som först beskrevs av Fabricius 1787.  Usia versicolor ingår i släktet Usia och familjen svävflugor. Inga underarter finns listade i Catalogue of Life.